# Dekanat jegorjewski
Dekanat jegorjewski – jeden z 48 dekanatów eparchii moskiewskiej obwodowej Rosyjskiego Kościoła Prawosławnego. Obejmuje cerkwie położone w rejonie jegorjewskim obwodu moskiewskiego. Funkcjonują w nim cztery cerkwie parafialne miejskie, dwadzieścia sześć cerkwi parafialnych wiejskich, pięć cerkwi filialnych, cerkiew domowa, cerkiew-baptysterium, i dwie kaplice.
Funkcję dziekana pełni ihumen Nikodem (Łuniew).

## Cerkwie w dekanacie[1]
- Cerkiew Ikony Matki Bożej „Wszystkich Strapionych Radość” w Popowskiej
- Cerkiew św. Matrony Moskiewskiej w Pożynskiej
- Cerkiew Ikony Matki Bożej „Znak” w Aleszynie
- Cerkiew św. Aleksego w Ałfierowie
- Cerkiew św. Mikołaja w Bolszym Gridinie
- Cerkiew Narodzenia Pańskiego we Władyczinie
- Cerkiew św. Nikity w Gołubiewej
- Cerkiew Kazańskiej Ikony Matki Bożej w Gridinie-Szuwym

Cerkiew św. Wielkiej Księżnej Elżbiety w Gridinie-Szuwym
Cerkiew domowa św. Jana Kronsztadzkiego w Gridinie-Szuwym
- Cerkiew Kazańskiej Ikony Matki Bożej w Jegorjewsku

Cerkiew św. Wielkiej Księżnej Elżbiety w Jegorjewsku
- Sobór św. Aleksandra Newskiego w Jegorjewsku

Cerkiew św. Nikity w Jegorjewsku
Cerkiew św. Matrony Moskiewskiej w Jegorjewsku
Cerkiew-baptysterium św. Serafina z Sarowa w Jegorjewsku
- Cerkiew św. Aleksego w Jegorjewsku
- Cerkiew Trójcy Świętej w Jegorjewsku

Kaplica św. Anastazji w Jegorjewsku
- Cerkiew św. Mikołaja w Żabkach
- Cerkiew Ikony Matki Bożej „Znak” w Znamienskim
- Cerkiew Opieki Matki Bożej w Kniażewie
- Cerkiew św. Mikołaja w Krugach
- Cerkiew Zmartwychwstania Pańskiego w Kuplijamie
- Cerkiew Trójcy Świętej w Leleczach
- Cerkiew św. Jana Chrzciciela w Leskowie
- Cerkiew Trójcy Świętej w Nizkim
- Cerkiew Opieki Matki Bożej w Nikitkinie

Cerkiew Ikony Matki Bożej „Wszystkich Strapionych Radość” w Nikitkinie
- Cerkiew św. Mikołaja w Nikoło-Krutinach
- Cerkiew Przemienienia Pańskiego w Poczinkach
- Cerkiew Narodzenia Matki Bożej w Radowicach
- Cerkiew Narodzenia Matki Bożej w Ramienkach
- Cerkiew Wprowadzenia Matki Bożej do Świątyni w Ryżewie
- Cerkiew Trójcy Świętej w Sawwinie
- Cerkiew Przemienienia Pańskiego w Spasie-Leonowszczinie
- Cerkiew Trójcy Świętej w Trojcy

Kaplica Tichwińskiej Ikony Matki Bożej w Trojcy
- Cerkiew Trójcy Świętej w Szuwym